# Heinrich Olivier

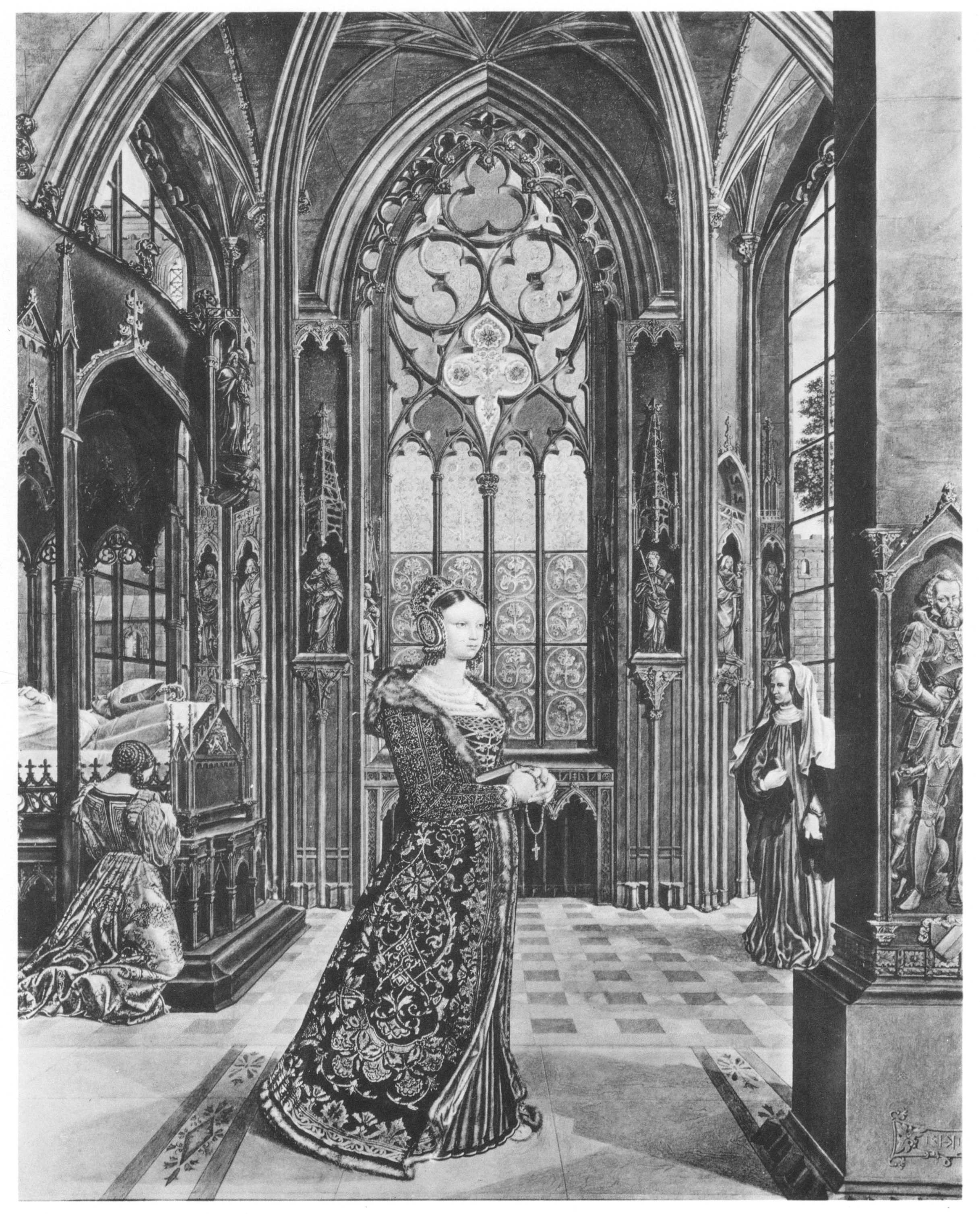
Drei Frauen in mittelalterlicher Tracht in einer gotischen Kapelle (1817), 1931 im Münchner Glaspalast verbrannt

Heinrich Olivier (* 2. Juli 1783 in Dessau; † 3. März 1848 in Berlin) war ein deutscher Maler des Klassizismus und der Romantik.

## Leben
Olivier war der Sohn des Pädagogen Ferdinand Olivier d. Ä. und dessen Ehefrau, der Opernsängerin Louise Neidhart. Die Brüder Ferdinand Olivier und Friedrich Olivier wurden ebenfalls als Maler bekannt.
Wie seine Brüder genoss Olivier in den Jahren 1801 bis 1802 seinen ersten künstlerischen Unterricht bei Karl Wilhelm Kolbe und Johann Christian Haldenwang. Ab 1801 studierte Olivier gleichzeitig Philologie an der Universität Leipzig. Es ist wahrscheinlich, dass er an der dortigen Akademie der Künste auch Unterricht genossen hat. Anlässlich der Akademie-Ausstellung von 1803 wurde unter den Arbeiten der Schüler auch ein Werk gezeigt, das mit Olivie signiert war.
Bereits 1804 schloss er sich seinem Bruder Ferdinand an, der nach Dresden ging. Drei Jahre später folgte er seinem Bruder nach Paris. Dort kopierte er u. a. im Musée Napoleon Werke von Raffael.
1810 kehrte er aus Paris zurück und wirkte bis 1813 in Dessau. In diesem Jahr trat er als Offizier in die Deutsche Legion ein. Als die Befreiungskriege zu Ende waren, ging Olivier nach Wien zu seinem Bruder Ferdinand. In dieser Zeit verdiente er seinen Lebensunterhalt mit Illustrationen einiger romantischer Zeitschriften, meistenteils für die Friedensblätter. Zeitgenossen kolportierten, Olivier hätte Dorothea Schlegel nahegestanden. Sicher ist aber nur, dass sie sich kannten.
Zurück aus Wien, lebte und wirkte Olivier wieder in Dessau. Da er von seinem künstlerischen Schaffen immer weniger leben konnte, war die Berufung zum Wirtschaftsrat ein Lichtblick. Als er dieses Amtes nach einiger Zeit wieder verlustig ging, ließ sich Olivier in Berlin nieder. Dort fand er eine Anstellung als Zeichen- und Sprachlehrer.
Im Alter von 65 Jahren starb Heinrich Olivier am 3. März 1848 in Berlin.
Charakteristisch für das künstlerische Werk Heinrich Oliviers ist seine Gratwanderung zwischen Sturm und Drang einerseits und Romantik andererseits. Thematisch ist das Werk der Romantik zuzuordnen; der Stil ist eindeutig klassizistisch.